# لبنان في الألعاب الأولمبية الصيفية 2008
شاركت لبنان في دورة الألعاب الأولمبية الصيفية لعام 2008، والتي أقيمت في مدينة بكين في الصين خلال الفترة من 8 أغسطس (آب) 2008، وحتى 24 أغسطس (آب) 2008 بمُشاركة 10899 رياضي من 204 دولة بينهم 6290 لاعب في منافسات الرجال و4609 لاعبة في منافسات السيدات، وتنافسوا في 28 رياضة خلال 302 منافسة. كانت هذه هي المُشاركة السادسة عشرة للبنان في بطولة الألعاب الأولمبية الصيفية منذ إنشائها، ولم تتمكّن لبنان خلال منافسات هذه النُسخة من البطولة من حصد أيّة ميداليات.

## الميداليات
لم يتمكّن لاعبو لبنان من حصد أية ميداليات خلال منافسات بطولة دورة الألعاب الأولمبية الصيفية في عام 2008.

## اللاعبون المُشاركون
شاركت لبنان في منافسات هذه النُسخة من بطولة دورة الألعاب الأولمبية الصيفية عام 2008 بستة لاعبين، بينهم أربعة في منافسات الرجال واثنتين في منافسات السيدات في رياضات ألعاب القوى والرماية والسباحة والجودو. وتوضح الجداول التالية عدد وأسماء اللاعبين المُشاركين من لبنان في كل رياضة في هذه النُسخة من البطولة:
| الرياضة     | الرجال | السيدات | المجموع |
| ----------- | ------ | ------- | ------- |
| ألعاب القوى | 1      | 1       | 2       |
| الجودو      | 1      | 0       | 1       |
| الرماية     | 1      | 0       | 1       |
| السباحة     | 1      | 1       | 2       |
| المجموع     | 4      | 2       | 6       |

أسماء اللاعبين المُشاركين:
| اسم اللاعب المُشارك | اللعبة      |
| ------------------ | ----------- |
| محمد سراج تميم     | ألعاب القوى |
| غريتا تسلاكيان     | ألعاب القوى |
| زياد ريشا          | الرماية     |
| رودي حشاش          | الجودو      |
| وائل قبرصلي        | السباحة     |
| نبال يموت          | السباحة     |

## النتائج

### منافسات ألعاب القوى

#### منافسات الرجال
| اسم اللاعب     | المنافسات    | الأدوار المؤهلة | الأدوار المؤهلة | الدور النهائي | الدور النهائي |
| اسم اللاعب     | المنافسات    | مسافة           | المركز          | المسافة       | المركز        |
| -------------- | ------------ | --------------- | --------------- | ------------- | ------------- |
| محمد سراج تميم | سباق 200 متر | 21.80           | 7               | لم يتأهل      | لم يتأهل      |

#### منافسات السيدات
| اسم اللاعبة    | المنافسات    | الدور الأول | الدور الأول | الدور ربع النهاي | الدور ربع النهاي | الدور نصف النهائي | الدور نصف النهائي | الدور النهائي | الدور النهائي |
| اسم اللاعبة    | المنافسات    | النتيجة     | المرتبة     | النتيجة          | المرتبة          | النتيجة           | المرتبة           | النتيجة       | المرتبة       |
| -------------- | ------------ | ----------- | ----------- | ---------------- | ---------------- | ----------------- | ----------------- | ------------- | ------------- |
| غريتا تسلاكيان | سباق 200 متر | 25.32       | 8           | لم تتأهل         | لم تتأهل         | لم تتأهل          | لم تتأهل          | لم تتأهل      | لم تتأهل      |

### الجودو

#### منافسات الرجال
| اسم اللاعب | المنافسات     | الدور التمهيدي                  | دور الـ32     | دور الـ16     | الدور ربع النهائي | الدور نصف النهائي              | جولة الإعادة 1                   | جولة الإعادة 2 | جولة الإعادة 3 | الدور النهائي | الدور النهائي |
| اسم اللاعب | المنافسات     | الخصم النتيجة                   | الخصم النتيجة | الخصم النتيجة | الخصم النتيجة     | الخصم النتيجة                  | الخصم النتيجة                    | الخصم النتيجة  | الخصم النتيجة  | الخصم النتيجة | المرتبة       |
| ---------- | ------------- | ------------------------------- | ------------- | ------------- | ----------------- | ------------------------------ | -------------------------------- | -------------- | -------------- | ------------- | ------------- |
| رودي حشاش  | منافسات الباي | كوبا أوسكار برايسون L 0000–1101 | لم يتأهل      | لم يتأهل      | لم يتأهل          | بيرو كارلوس زيغارا W 0200–0100 | البرازيل جواو شليتلر L 0000–1031 | لم يتأهل       | لم يتأهل       | لم يتأهل      |               |

### الرماية

#### منافسات الرجال
| اسم اللاعب | المنافسات      | الأدوار المؤهلة | الأدوار المؤهلة | الدور النهائي | الدور النهائي |
| اسم اللاعب | المنافسات      | النقاط          | المرتبة         | النقاط        | المرتبة       |
| ---------- | -------------- | --------------- | --------------- | ------------- | ------------- |
| زياد ريشا  | منافسات السكيت | 111             | 29              | لم يتأهل      | لم يتأهل      |

### السباحة

#### منافسات الرجال
| اسم اللاعب  | المنافسات         | الدور الأول | الدور الأول | الدور نصف النهائي | الدور نصف النهائي | الدور النهائي | الدور النهائي |
| اسم اللاعب  | المنافسات         | الوقت       | المرتبة     | الوقت             | المرتبة           | الوقت         | المرتبة       |
| ----------- | ----------------- | ----------- | ----------- | ----------------- | ----------------- | ------------- | ------------- |
| وائل قبرصلي | 100 متر سباحة صدر | 1:06.22     | 57          | لم يتأهل          | لم يتأهل          | لم يتأهل      | لم يتأهل      |

#### منافسات السيدات
| اسم اللاعبة | المنافسات         | الدور الأول | الدور الأول | الدور نصف النهائي | الدور نصف النهائي | الدور النهائي | الدور النهائي |
| اسم اللاعبة | المنافسات         | الوقت       | المرتبة     | الوقت             | المرتبة           | الوقت         | المرتبة       |
| ----------- | ----------------- | ----------- | ----------- | ----------------- | ----------------- | ------------- | ------------- |
| نبال يموت   | 100 متر سباحة صدر | 01:03.26    | 48          | لم تتأهل          | لم تتأهل          | لم تتأهل      | لم تتأهل      |